# Умар ібн аль-Хаттаб
У́мар, або Ома́р (араб. عمب; Umar; 586 — 3 листопада 644) —  2-й халіф Арабського халіфату (634—644). Один із найвпливовіших послідовників ісламського пророка Магомета; у сунітській традиції — другий. Народився у Мецці, Аравія. Спадкоємець халіфа Абу-Бакра. Розширив кордони халіфату за межі Аравії, перетворивши його на багатонаціональну імперію. Вів війни із християнською Візантійською й зороастристською Сасанідською імперіями. Підкорив Палестину і Сирію (636—640), Межиріччя (638—640), Єгипет (639—643), Персію (642—644). Запровадив нову систему ісламського літочислення. Встановив намісництва у провінціях, сприяв арабській колонізації завойованих земель, а також  ісламізації підкорених народів. Дозволив немусульманам сповідувати свою релігію, в обмін на окремий податок. Зокрема, завоювавши Єрусалим, дав можливість євреям мешкати в ньому та відкрито сповідувати юдаїзм. Був відомим правознавцем, заклав основи ісламської юридичної системи. Першим прийняв титул повелителя правовірних. Загинув від руки раба-перса в мечеті, в Медіні, Аравія. Похований у медінській мечеті Пророка. У сунітській історіографії ідеалізується як побожний і справедливий монарх; у шиїтській традиції постає як тиран-узурпатор. Прізвисько — Розрізнювач (араб. الفاروق, al-Farooq, аль-Фарук,  «той, хто розрізняє [між добром і злом]»).

## Ім'я та титул
- У́мар (араб. عمر; ʻUmar, МФА: [ˈʕʊmɑr], «Довгожитель») — власне, особове ім'я.
- У́мар І — у західній історіографії з номером правителя.
- У́мар ібн аль-Хаттаб (араб. عمر ابن الخطاب; ʻUmar ibn al-Khaṭṭāb, МФА: [ˈʕʊmɑr ɪbn alxɑtˤˈtˤɑːb], «Умар, син Хаттаба; Умар Хаттабович») — з патронімом.
- У́мар Розрізнювач (араб. عمر الفاروق, Umar al-Farooq, Умар аль-Фарук,  «Умар, який розрізняє [між добром і злом]») — за прізвиськом.
- Умар ібн аль-Хаттаб ібн Нуфайль ібн Аді ібн Абд аль-Узза ібн Риях ібн Абд Аллах ібн Курайш ібн Разах ібн Аді ібн Кааб ібн Луай Абу Хафс аль-Адаві — повне ім'я з хроніки «Тарік аль-Русул ва аль-Мулук» (або «Тарік ат-Табарі») Ібн Джаріра ат-Табарі від 915 року —4:195.
- Ома́р (лат. Homar) — у латинських джерелах
- Ома́р, син Катаба (лат. Homar filius Catab) — у латинських джерелах[8].

Умар казав, що посідає посаду халіфа (посланця Божого) тільки як представник єдиного законного правителя — пророка Мухаммеда. Абу Бакр називав себе «заступником халіфа», а Умар спочатку проголосив себе «заступником заступника посланця Божого». Цей громіздкий титул пізніше був замінений більш короткими — «халіф» та «повелитель правовірних».

## Біографія

### Доісламський період
Умар народився в Мецці в роді Бану Аді, який відповідав за арбітраж між всіма родами. Його батьком був Хаттаб ібн Нуфайль, а матусею була Хантама бинт Хішам, з племені Бану Макзум. В юності він випасав верблюдів свого батька на рівнинах поблизу Мекки. Його батько був купцем та славився розумом серед членів свого племені. Умар казав:
```
Мій батько, аль-Хаттаб був суворою людиною. Він  змушував мене важко працювати, якщо ж я не працював, як треба, він бив мене і примушував  працювати до знемоги
. 
[
10
]
```

Незважаючи на низький рівень освіти в доісламській Аравії, Умар навчився читати і писати в юності. Хоча сам не був поетом, він мав любов до поезії та літератури. Згідно з традицією курайшітов, Умар ще в підлітковому віці вивчав бойові мистецтва, верхову їзду та боротьбу. Він був високий, фізично сильний та прославився як видатний борець. Він був також талановитим оратором, який став наступником свого батька як арбітра між родами курайшитів.
Згодом Умар зайнявся торгівлею і здійснив кілька поїздок в Візантію і Персію, де як він казав, зустрічався з різними вченими та аналізував життя візантійського і перського суспільств. Як торговець він був невдалим. Як і його оточення, Умар зловживав алкоголем до моменту прийняття Ісламу.

### За життя Мухаммада

#### Початкова ворожнеча до ісламу
610 року Мухаммад ( мир йому та благословення Аллага - Без цієї приставки мусульманам заборонено вживати імена пророків) почав проповідувати Іслам. Як і багато інших в Мецці, Умар був ворогом ісламу, і він навіть погрожував вбити Мухаммада. Він вирішив захищати традиційну політеїстичну релігію Аравії. Він був непохитний і жорстокий в протистоянні Мухаммаду.  На одній з нарад курайшитів він рекомендував вбити Мухаммада.  Умар твердо вірив у необхідність збереження єдності серед курайшітів. В Ісламі, він бачив причину розколу та розбрату. 
Коли через численні переслідування Мухаммад наказав деякім своїм послідовникам емігрувати в Абісинію, Умар вирішив вбити Мухаммада власноруч. 

#### Навернення до ісламу
Умар навернувся в Іслам в 616 році, через рік після переселення (гіджри) частини мусульман в Абісинію. Цю історію розповів Ібн Исхак в книзі «Сира расулу-Ллах» («Життя посланника Аллаха», араб. سيرة رسول الله‎). Коли Умар вришів вбити Мухаммада, на своєму шляху він зустрів свого найкращого друга Нуайм бін Абдуллу, який таємно перейшов в Іслам. Коли Умар повідомив йому, що він має намір убити Мухаммада, Нуайм дуже злякався, тому що Умар був людиною слова. Щоб відвернути його увагу, Нуайм сказав йому, щоб він спочатку навів лад в своєму власному будинку, де його сестра і її чоловік прийняли Іслам. Коли він прийшов в будинок сестри, Умар виявив, що його сестра і її чоловік, Саїд бін Заїд, читають вірші з Корану, з сури Та Га. Він почав сваритися зі своїм зятем та бити його. Коли його сестра прийшла, щоб врятувати свого чоловіка, він також почав сваритися з нею. І все ж вони продовжували говорити «ви можете вбити нас, але ми не будемо відмовлятися від ісламу». Почувши ці слова, Умар вдарив свою сестру так сильно, що вона впала на землю кровотечею з її рота. Коли він побачив, що він зробив зі своєю сестрою, він почув провину і попросив свою сестру дати йому те, що вона читає. Його сестра відмовила і сказала: «Ти нечистий, і жоден нечистий не може торкнутися Письма.» Він наполягав на тому, але його сестра не дозволяла йому доторкнутися до сторінок, якщо він зробив рітуальне омиття тіла (вуду). Умар нарешті здався та омив тіло, а потім почав читати вірші, які були:
```
Воістину, Я Бог, і немає Бога, крім Мене! Тож поклоняйся Мені звершуй молитву, щоб пам’ятати про мене (Коран 20:14)
[
20
]
. 
```

Він заплакав і сказав: «Звичайно, це слово Аллага. Я свідчу, що Мухаммад Посланник Аллага». Почувши це, Хаббаб ібн аль-Аратт, який сховався, коли Умар зайшов, вийшов зсередини, так і сказав: ". О, Умар, радісна вість для тебе. Вчора Мухаммад молився Аллагу,: «! О, Аллах Зміцнити іслам або Умаром або Абу Джаглем, як би ти не вподоби. Здається, що його молитві була дана відповідь на твою користь».
Умар потім пішов до Мухаммеду з тим же мечем, з допомогою якого мав намір убити його і прийняв Іслам перед ним і його супутниками. На той час Умару було 39 років.
Абдулла бін Масуд сказав:
```
Воістину, прийняття 'Умаром ісламу було справжньою перемогою, його переселення - справжньою підтримкою, а його правління - справжньою милістю. Клянуся Аллахом, ми не могли молитися біля Кааби, поки Умар не прийняв іслам, а після того, як він прийняв його, він продовжував битися з ними (курайшитами), поки вони не дали нам спокій і дозволили нам молитися.
 
[
23
]
}}
```

### Переселення доМедіни(гіджра)
Після переселення в Медину Умар ібн аль-Хаттаб став одним з найближчих сподвижників пророка Мухаммада і видав за нього свою дочку. Він брав активну участь у всіх важливих справах молодої мусульманської держави.
Умар ібн аль-Хаттаб брав участь у всіх походах мусульман, самостійно очоливши один рейд загону в 30 чоловік. Він брав участь в битвах при Бадрі, Ухуді, Хандак, Хайбар та інших битвах. В боях проти многобожників він показав небачені зразки самовідданості і героїзму, заслужено ставши одним з лідерів мусульманської держави.
У 632 році, після смерті Мухаммада постало питання про те, хто очолить мусульманську умму. На місце голови громади віруючих претендували Абу Бакр ас-Сиддик і Сад ібн Убада. З ініціативи Умара посада халіфа була запропонована Абу Бакру. Під час правління Абу Бакра Умар був його радником, вдало доповнюючи його своєю енергією і рішучістю. В кінці серпня 634 року вмираючий Абу Бакр рекомендував Умара ібн аль-Хаттаба як свого наступника. Перед смертю Абу Бакр ас-Сиддік написав послання, яке було зачитано в усіх містах халіфату. Ось текст цього послання:
```
«В ім'я Аллаха, Милостивого, Милосердного! Це останній заповіт Абу Бакра ібн Кухафи перед його розлукою з цим світом і переходу в світ вічний, перебуваючи в положенні, коли невіруючий стає віруючим, нечестивий знаходить свої переконання. Я ставлю керувати вами Умара ібн аль-Хаттаба, не бажаючи вам нічого, крім блага. Згідно мого знання, він терплячий і справедливий - таке моя думка про нього. Однак він може виявитися несправедливим і змінитися - адже я не знаю сокровенного. У будь-якому випадку я хотів лише блага, і кожній людині дістанеться лише те, що він придбав:  
Скоро дізнаються ті, які чинять несправедливо, куди вони повернуться.
```

(Сура 26 «Аш-Шуара (Поети)», аят 227)
Мусульманська громада одностайно присягнула новому халіфу.

### Халіф

#### Мусульманські завоювання

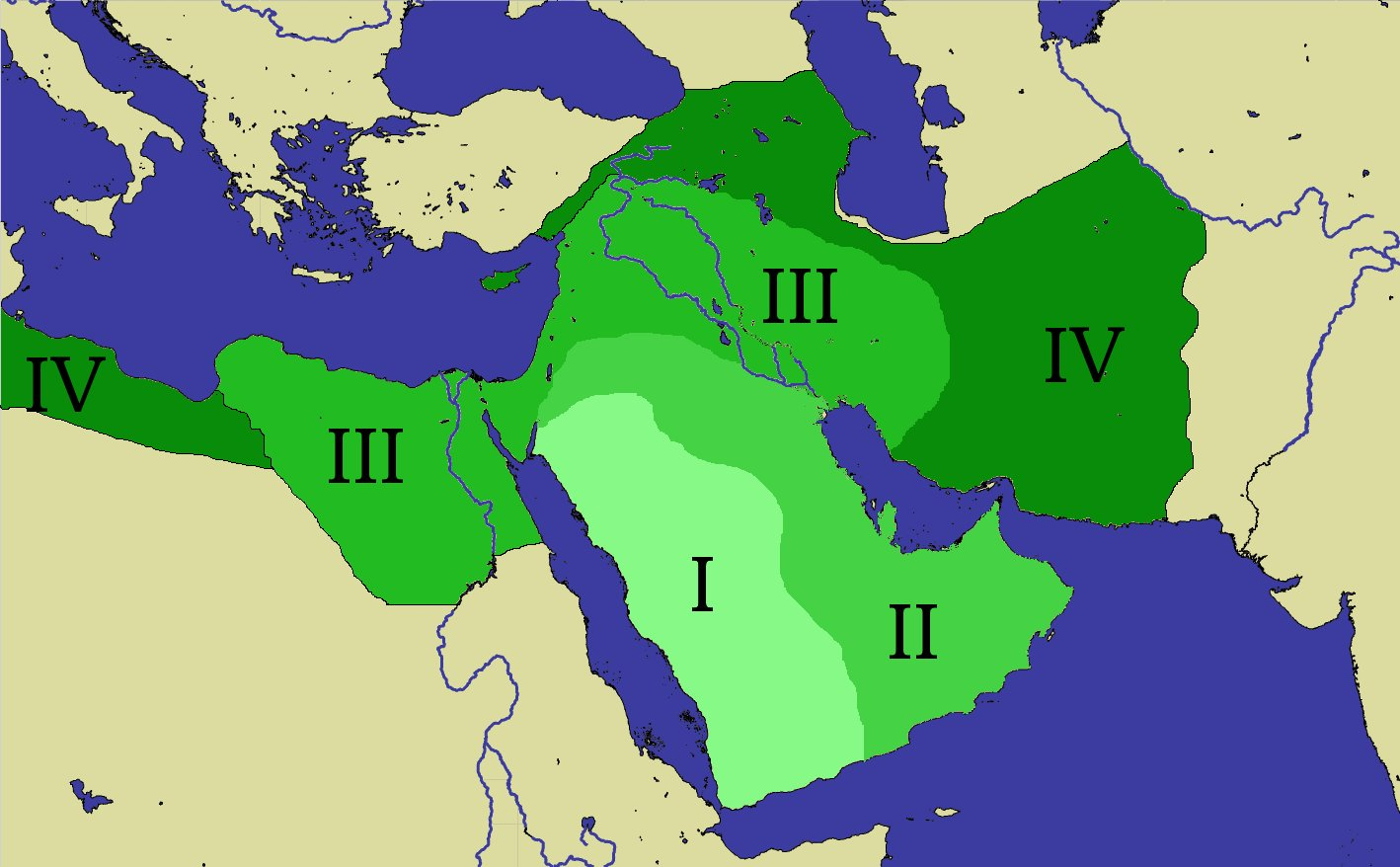
Ісламські завоювання при праведних халіфах.
I — на час смерті Мухаммада;
II — завоювання Абу Бакра;
III — завоювання Омара;
IV — завоювання Османа

Під час правління Умара мусульманські володіння за межами Аравії. Завойовницькі походи при Умарі успішно продовжувалися. У 633 році була підкорена Південна Палестина, потім Хіра. У вересні 635 року, після шестимісячної облоги капітулював Дамаск, а за рік, після поразки візантійців біля річки Ярмук, Сирія перейшла до рук мусульман.

##### Сирія та Палестина
За правління Омара видатним полководцем Халідом ібн аль-Валідом 636 року був узятий Дамаск. Вирішальний бій Халіда із об'єднаними, але незгідними між собою силами греків, християнських арабів та вірмен відбувся дещо раніше здачі міста — 20 серпня 636 року, біля річки Ярмук (Ієромакс). Візантійське військо було майже все винищено. У 638—640 роках були скорені одна за одною сильні сирійські фортеці (з них Цезарея 640 року була взята Муавією лише внаслідок зради одного юдея). Завоювання Сирії стало можливим завдяки тому, що Візантія, виснажена війною з Іраном, вже не могла утримувати достатню кількість військ в прикордонних районах країни.

##### Персія та Межиріччя
Ситуація в Ірані була схожою: країна була ослаблена через політичну та релігійну нетерпимість старої династії Сасанідів, через набіги тюрків і хозар, а також війною з Візантією. Війна з Персією ознаменувалася блискучою перемогою арабів при Кадісії, поблизу Хіри (637), де Саад ібн Абу Ваккас розбив об'єднане перське військо під проводом хороброго Рустама, яке страждало відсутністю одностайності вождів. Того ж, 637 року, завойовано було всю Вавилонію, з Ктесифоном (Медаїном), столицею царя Ездігерда, до самих до Мідійськіх гір. У 638—640 роках були зайняті Межиріччя й Хузестан, 641 року підкорено Мосул, що захищав Месопотамію з півночі. Ці перемоги вирішили наперед остаточне завоювання Ірану. Тоді ж араби захопили район Мосула.
Однак в той момент Умар призупинив походи арабських воїнів на Схід, вважаючи, що час для завоювання Ірану ще не настав. Згодом іранці назвали халіфа Умара узурпатором, а день його смерті стали відзначати як свято.
Через два роки після завоювання Верхньої Месопотамії, яке було здійснено з Сирії, араби вторглися в Персію і здобули перемогу при Нехавенді (642), що на південь від Екбатани. 643 року Персія була захоплена до самого Рея (Тегеран) і вчинено спроби вторгнення до Азербайджану (Перської Вірменії). 644 року захоплений Ісфаган, а на північному сході арабські володіння дійшли до меж Хорасана. Єздигерд III, останній правитель династії Сасанідів, відступив на північний схід, але був убитий в Мерві (651). Спроби його спадкоємця відродити імперію не увінчалися успіхом.

##### Єгипєт
У 639 арабські війська під командуванням арабського воєначальника Амра ібн аль Аса перейшли єгипетський кордон. Момент був обраний відповідний: країну роздирала релігійна боротьба, населення ненавиділо візантійських правителів. Ібн аль-Ас дійшов до стін Вавилона (фортеця в передмісті Каїра), а в 642 в руки мусульман перейшла Олександрія, ключовий пункт Візантії в Єгипті. Правда, через чотири роки візантійці спробували відвоювати її, але араби втримали місто. Спалення олександрійської бібліотеки, нібито здійснене тоді ж за наказом халіфа Умара, швидше за все легенда і є неправдою. Подальші завоювання були зроблені на захід, до Барки (Киренаїка). 643 року в північній Африці узятий Триполіс.

#### Державні перетворення
За час правління Умара змінився характер мусульманської держави. В результаті завоювань і розумного управління воно перетворилося в багатонаціональну імперію, в складі якої вихідці з Аравії становили лише чверть. І оскільки приєднані провінції знаходилися на більш високому рівні соціального і економічного розвитку, ніж політичний центр халіфату Хіджаз, мусульманська аристократія стала переселятися на завойовані землі. У кожній провінції був поставлений  намісник, з мусульманським військом (невірні взагалі були позбавлені права носити зброю). Наміснику належала також влада судова, але поряд з ним Умар поставив і спеціальних суддів, кадіїв. Намісників завойованих земель халіф Умар призначав сам.
Мешканці скорених країн або приймали іслам, або повинні були платити спеціальну подать (джизія), піддавалися відомим обмеженням у правах. Система податків поділяла населення скорених країн на мусульман та невірних. 
На завойованих землях Умар став організовувати військові табори (амсар), що згодом переросли в міста — Куфа, Басра, Фустат. У різних частинах халіфату виникли міські поселення нового типу, де квартал займали воїни одного загону (як правило, вихідці з одного племені). Такі гарнізони були в Фустате (нині район Каїра), Куфе, Мосулі. Після завоювання Єгипту, Сирії, Іраку та Персії халіфат перетворився з мононаціональної держави на багатонаціональну з переважним іновірські населенням.
Треба відзначити, що Умар відкликав з армії і завойованих провінцій найбільш популярних мусульманських лідерів: Халіда ібн аль-Валіда і Саада ібн Абу Ваккаса. Причини цих відставок виглядають досить непереконливо і змушують припустити політичні мотиви.
Неодноразово Умар конфісковував в суспільну користь від половини до двох третин величезних маєтків намісників провінцій. Нам відомо про такі санкції відносно Халіда ібн Валіда, Саада ібн Абу Ваккас, Амра ібн аль-Аса, намісників Бахрейну, Ємену, Мекки та інших.
Ситуація, що склалася зажадала від Умара вжиття заходів з організації адміністративно-фіскального апарату та принципів розподілу величезних прибутків. Найважливішою з них була виплата платні (ата) і продовольчого пайка (Різк) всім асхабам замість розділу завойованих земель. Остаточно оформити цю систему вдалося лише 640 року. Одночасно з цим були встановлені розміри хараджу та джизії. За його правління почали формуватись земельні кадастри, які передбачали різні види власності на землю: громадську та приватну. Після завоювання Єгипту в Мекку і Медину стала надходити звідти пшениця. Це зіграло особливо важливу роль під час голоду (639), що обрушився на Палестину, Сирію й Ірак.
Завдяки Умару були закладені основи юридичної системи, в ряді міст діяли судді - каді, які на основі Корану (шаріату) вирішували конфлікти і суперечки.
У квітні 637 року халіф Умар ввів нову систему літочислення. Нова ера починалася з року переселення (гіджра) пророка Магомета з Мекки до Медіни.
За пропозицією халіфа міське будівництво здійснювалося за візантійськими принципам: ширина головних вулиць мала дорівнювати 40 ліктів (лікоть - 38-46 см), а другорядних - 20-30 ліктів. Халіф приділяв багато уваги розвитку ремесла і торгівлі. Він вважав, що ремесло торговця не менше складна справа, ніж військова, бо «шайтан намагається спокусити чесного купця легким прибутком шляхом обману покупця».
Коли був завойований Єгипет, Умару доповіли, що ця область може постачати пшеницею інші області халіфату. Але треба було вирішити проблему транспортування зерна. Халіфу нагадали, що за часів імператора Траяна (на рубежі I-II ст. н. е.) Був побудований канал, який з'єднав Ніл і Червоне море. Згодом канал був покинутий і засипаний. Умар розпорядився очистити русло каналу, і хліб з Єгипту пішов в Аравію найкоротшим шляхом.

#### Єврейське питання
Згідно з єврейськими джерелами, Омар надав особливу пошану Бустенаю бен Ханинаю, якого призначив екзилархом (головою єврейської громади Вавилонії). Арабський історик Ат-Табарі розповідає про єврея, що перейшов у іслам і прийняв ім'я Каб аль-Ахбар, вказав каліфові «наріжний камінь» (евен штія) на Храмовій горі (івр. הַר הַבַּיִת). Умар наказав розчистити це місце. За часів правління Абд аль-Маліка (685—705) на цьому місці було збудовано мечеть Куббат ас-Сахра (мечеть Умара). Умар ібн аль-Хаттаб дозволив євреям оселятись у Єрусалимі, таким чином він відмінив римську півтисячолітню заборону. Виділив євреям місце для молитов на Храмовій горі. В однім з мідрашів згадується як «друг Ізраїлю».

### Релігія
За Умара був остаточно визнаний ритуал хаджу. Щорічне паломництво Умар очолював сам. За дорученням халіфа колишній секретар пророка Зайд ібн Сабіт почав збір розрізнених текстів одкровень, записаних зі слів пророка Мухаммада. Остаточно текст Корану був зібраний вже після смерті Умара.
Умар додав до звання халіфа титул амір аль-муамінін (повелитель правовірних). Таким чином, систему влади, яку створив Умар, можна охарактеризувати як арабо-мусульманську теократію. Населення було поділене на два класи - на правлячих мусульман і на підкорені народи, які дотримуються іншої віри. Методи управління аргументувалися божественним одкровенням або ґрунтувалися на прецеденті. Все це повинно було забезпечувати релігійну цілісність умми (мусульманської громади).

### Смерть

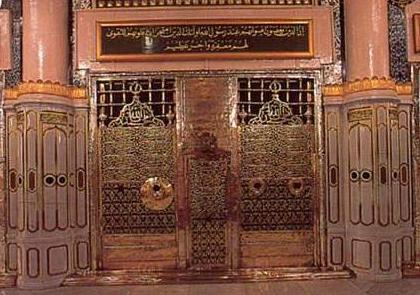
Надгробок халіфа Омара

У листопаді 644 під час ранкового намазу в мечеті перський раб Фируз, на прізвисько Абу Лула, завдав Умару шість важких ножових поранень. Причиною вбивства стала відмова Умара якось реагувати на скарги Абу Лула на його господаря. Господар-мусульманин наклав на цього раба великий податок; той поскаржився Умару, але халіф не тільки не захотів полегшити його долю, а й дав додаткове завдання: зробити млин.
За іншою версією, причиною була рішуча політика Умара щодо Персії, яка була повністю розгромлена арміями арабського халіфату. Коли Умару сказали, що поранення завдав вогнепоклонник Абу Лула, Умар сказав: «Хвала Аллаху, який зробив мою смерть не від рук людини, що сповідує Іслам!». Після цього Абдуррахман ібн Ауф швидко закінчив ранкову молитву, а стікаючого кров'ю Умара перенесли в його будинок. Умар помер через три дні, 7 листопада 644 року. Вмираючи, він призначив раду, яка мала обрати нового халіфа. Одним з його останніх вказівок було повчання майбутньому халіфу не зміщувати призначених їм намісників провінцій протягом року. На раді (шура) з шести найстаріших сподвижників Мухаммада, в складі: Османа ібн Аффана, Алі ібн Абу Таліба, Тальха ібн Убайдулла, аз-Зубайра ібн аль-Аввама, Абдуррахмана ібн Ауфа і Саада ібн Абу Ваккас третім праведним халіфом був обраний Усман ібн Аффан .

## Оцінки
Неабиякі особисті якості Умара, його талант і вміле управління державою призвели до великих успіхів арабського халіфату. Перемоги в битвах при Ярмук, Кадисии, Нехавенде дозволили розгромити таких грізних суперників, як Візантія і Персія.
Умар мав незаперечний авторитет у Сахаб (спочатку - сподвижники пророка, згодом коло розширився за рахунок всіх, хто хоча б раз бачив пророка Магомета на власні очі), його розпорядження виконувалися неухильно, хоча в арабських хроніках є інформація про те, що він надавав своїм радникам велику свободу дій . Він мав не тільки енергією, але і уміння використовувати обставини, людей і їх релігійний ентузіазм. Стиль правління халіфа Умара можна назвати авторитарним, проте до самодурства він не доходив. Він був жорстким правителем, але справедливим.
Умар зіграв виняткову роль у справі поширення ісламу. Завдяки його завоюванням населення великих територій від Персії до Північної Африки ознайомилося з Ісламом і мусульманами. Через деякий час багато хто з цих народів приймуть Іслам .
Умар також був тлумачем Корану, знавцем хадисів і мусульманського права (фикха) .
Сунітське історична традиція високо оцінює діяльність Умара, представляючи його ідеальним правителем. Суніти становлять його благочестивим аскетом, справедливим до мусульман і нещадним до ворогів.
Шиїтська традиція представляє Умара, як і трьох інших праведних халіфів, узурпатором. Відповідно до шиїтським джерел, пророк Мухаммад хотів бачити халіфом свого двоюрідного брата Алі ібн Абу Таліба, але в ході перевороту влада спочатку дісталася Абу Бакру, а потім Умару і Усману.